# 愛爾蘭民族主義

愛爾蘭共和國國旗

愛爾蘭民族主義主張所有愛爾蘭人是一個民族。自從愛爾蘭分裂為愛爾蘭共和國和北愛爾蘭以來，大多數愛爾蘭民族主義者主張愛爾蘭應該統一為一個國家。愛爾蘭民族主義者主張這一英國中央政府強加的結果傷害了愛爾蘭人的利益。

## 外部連結
- Irish Nationalism( （页面存档备份，存于） 2009-10-31) – ninemsn Encarta (short introduction)